# フランツ・フォン・バイロス
フランツ・フォン・バイロス（ドイツ語：Franz von Bayros、1866年5月28日 - 1924年4月3日）は、オーストリアの商業芸術家、イラストレーター、画家。デカダン派に属し、エロティックで官能的な作品を多く残した。蔵書票の制作でも知られる。

## 経歴
バイロスは1866年にオーストリア帝国（現在のクロアチア）ザグレブに生まれる。17歳でウィーン美術アカデミーに入試に合格し入学。すぐにその優雅な社会に溶け込み、ヨハン・シュトラウス2世と交流、彼の継娘と1896年に結婚。翌年ミュンヘンに移り1904年に初の個展を開催し成功する。1904年から1908年の間、パリやイタリアなどを回り研鑽を続ける。
1911年、画集「化粧台物語（Tales at the Dressing Table）」が猥褻罪でミュンヘン警察から告訴される。ウィーンに戻るがなじみを感じず、また第一次世界大戦が勃発しその作品に暗い影を落とす様になる。
1913年に二度目の結婚をする。1921年「神曲」をテーマに水彩画を発表した。「薔薇の画家」「挿絵王」等とも呼ばれた。
バイロスは1924年にウィーンで脳溢血のため他界。

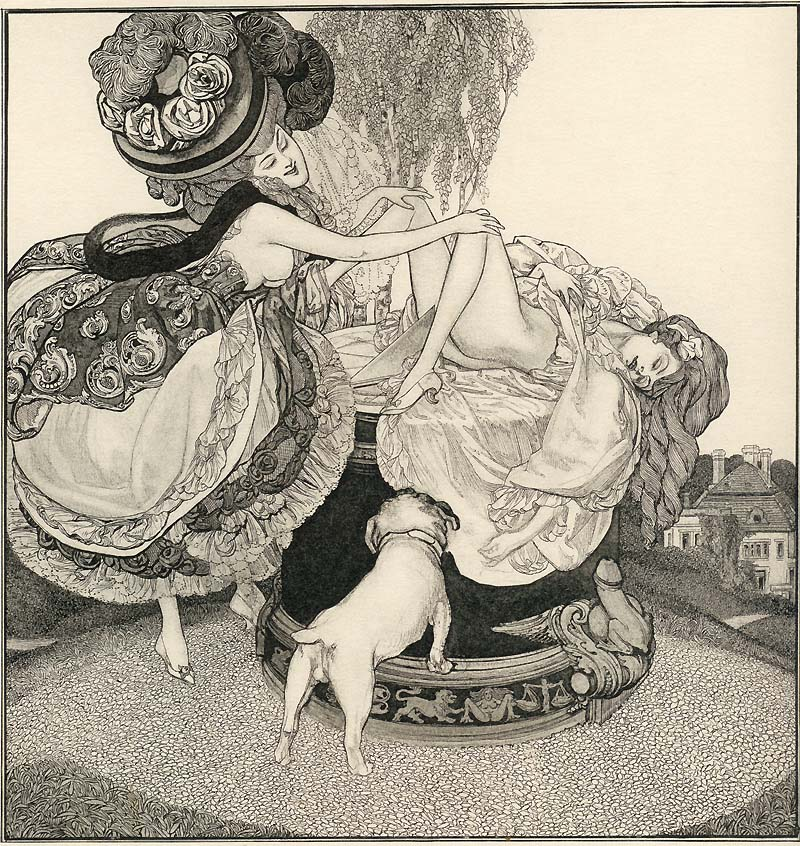
バイロスのエロティックな作品の例